# Grande écluse de Louvain
La Grande écluse de Louvain (Grote Spui en néerlandais) est une écluse fortifiée construite au Moyen Âge sur la Dyle à l'endroit où elle entre dans la ville de Louvain, dans la province du Brabant flamand en Belgique.
Cet édifice est le dernier vestige de la deuxième enceinte de Louvain, alors qu'il subsiste de nombreux vestiges de la première enceinte.

## Localisation
La Grande écluse de Louvain se situe au sud-ouest de la ville, à côté du stade du stade du club de football Oud-Heverlee Louvain, sur le boulevard Tervuursevest, une portion du grand boulevard qui fait le tour de la ville en suivant le tracé de ce qui fut la deuxième enceinte de Louvain (XIVe siècle).
Étant en contrebas du boulevard, elle est totalement invisible depuis celui-ci.

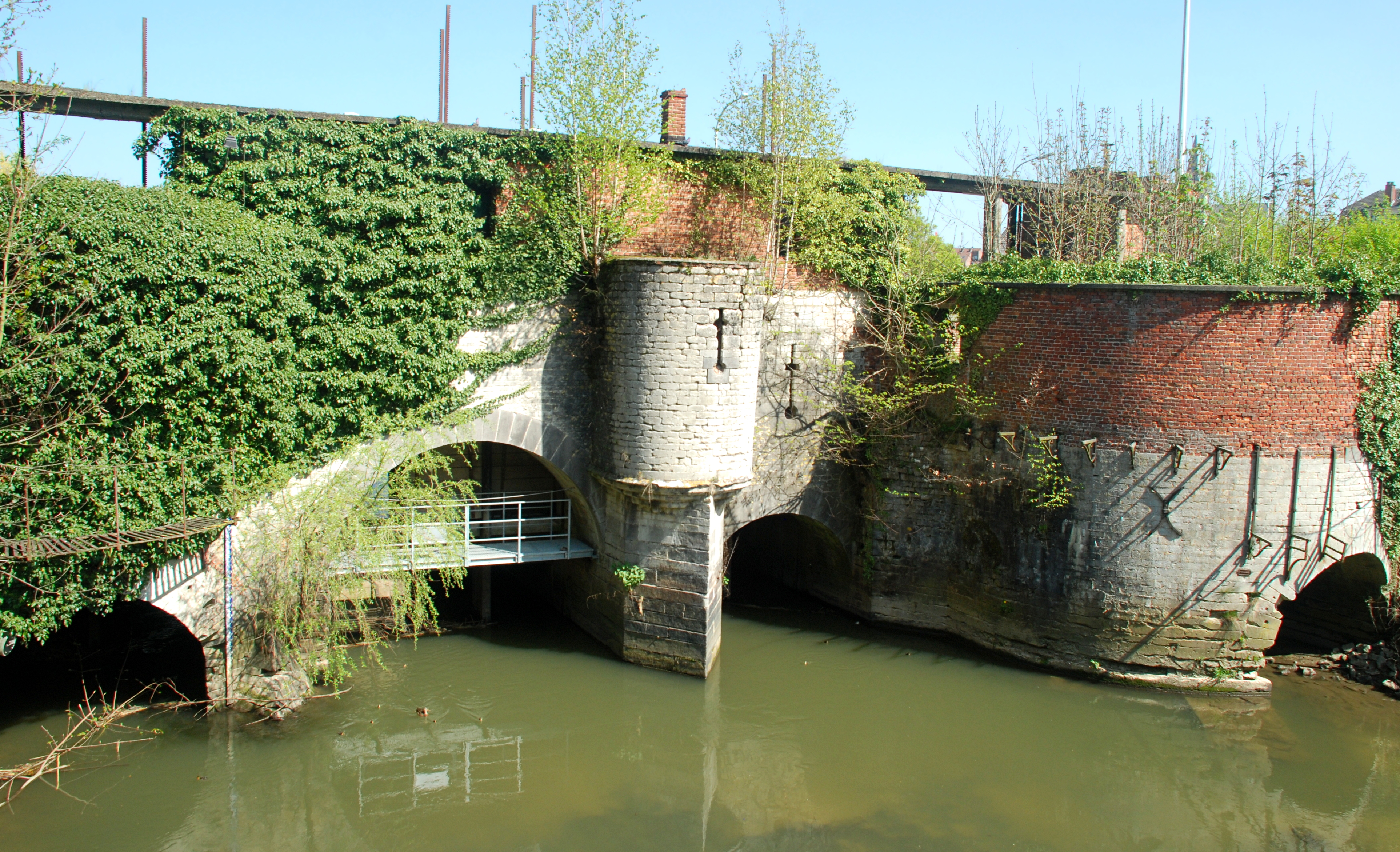
La Dyle quand elle entre dans l'écluse.
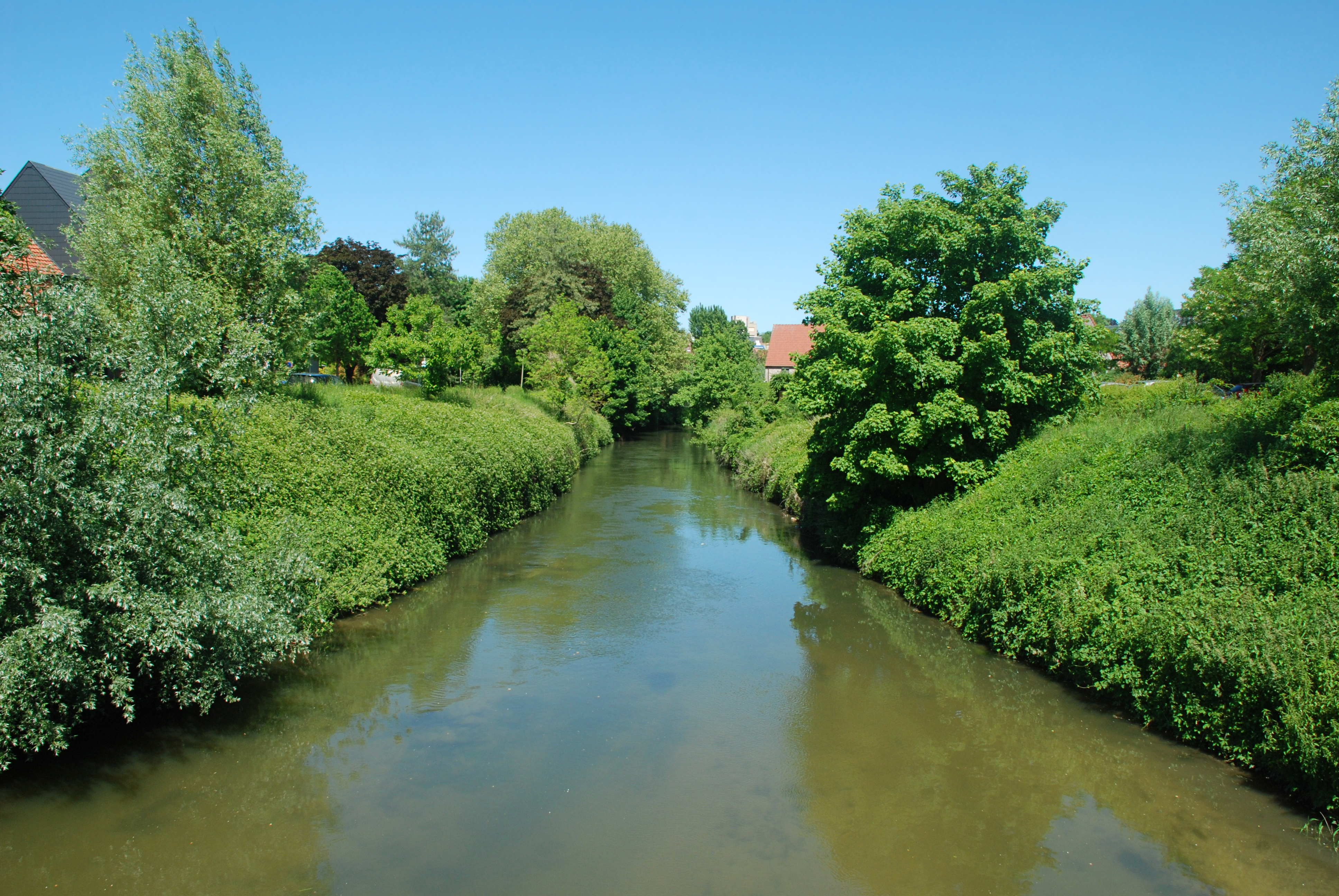
La Dyle quand elle sort de l'écluse et entre dans Louvain.

## Historique
Louvain construit sa deuxième enceinte au XIVe siècle et le dispositif défensif intègre des portes d'eau (waterpoorten), qui consistent en la combinaison d'une écluse et d'une fortification,.
La Grande écluse (Grote Spui) protège ainsi l'endroit où la Dyle pénètre dans Louvain alors que la Petite écluse (Kleine Spui) protège l'endroit où la rivière Voer (venant de Tervuren, qui lui doit son nom) franchit l'enceinte,.
Elle est construite en 1365 et joue pendant 200 ans le triple rôle de barrage de régulation des eaux, de maillon des fortifications de la ville et de point de contrôle des marchandises,.
Grâce au débit important de la Dyle, la Grande écluse acquiert un rôle supplémentaire en 1559 lorsqu'une roue à eau est ajoutée et qu'un moulin est construit sur la première arcade,. Ce moulin était un foulon (volmolen ou voldersmolen en néerlandais), un moulin utilisé pour fouler la laine et destiné à soutenir l'industrie drapière alors en déclin. Le débit de la Dyle était si important qu'elle servait de force motrice à 17 moulins à eau disposés le long des bras de la rivière dans la ville.
Ce moulin provoqua plusieurs inondations en amont, sur le territoire d'Heverlee.
Plusieurs moulins de types différents se succèdent ensuite sur le site jusqu'à la fin du XIXe siècle, jusqu'à former un complexe industriel impressionnant, mais de tout cela il ne reste actuellement que l'écluse médiévale.

## Classement
La Grande écluse de Louvain est classée comme monument historique depuis le 19 octobre 1998 et figure à l'inventaire du patrimoine immobilier de la Région flamande sous la référence 200130.

## Architecture

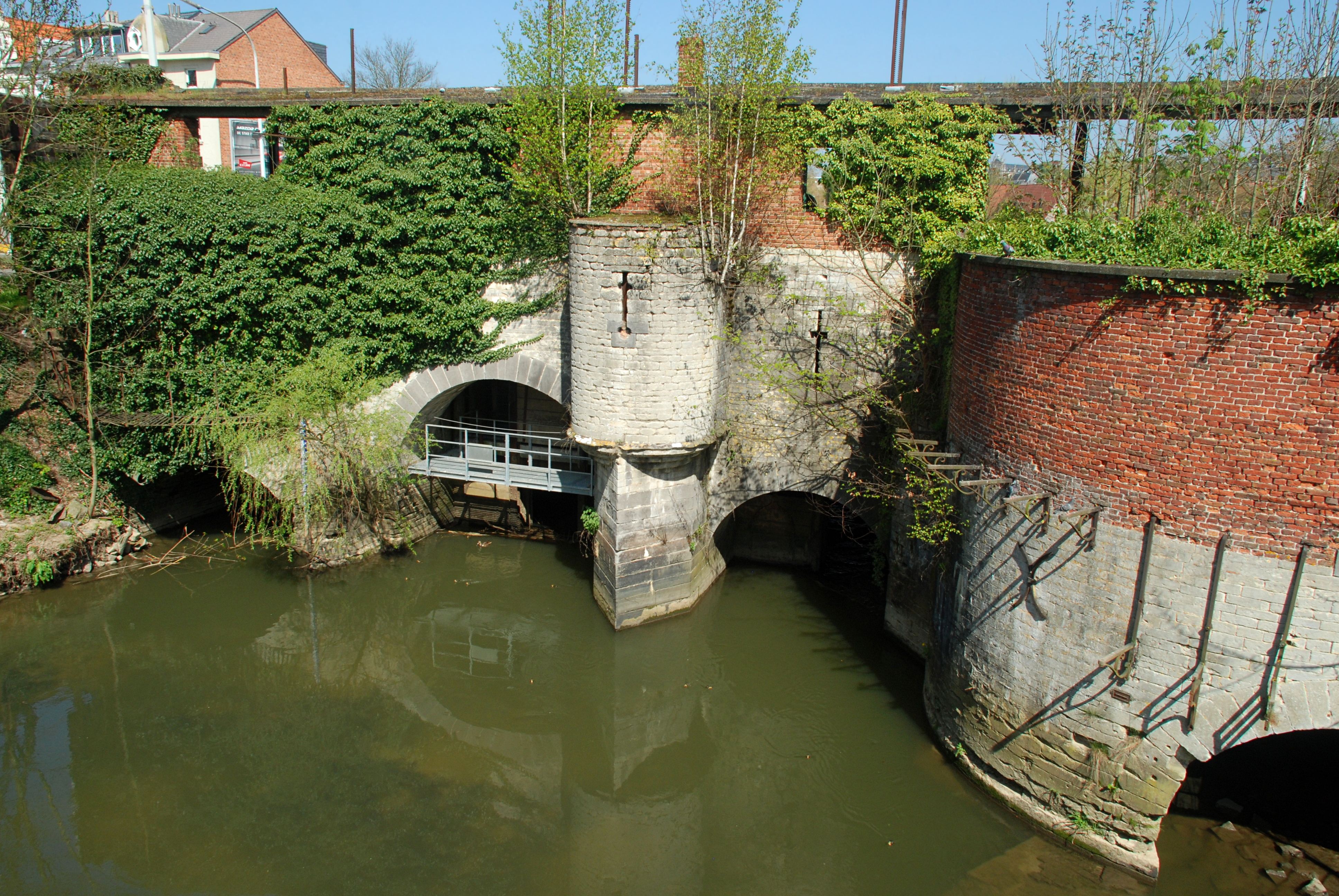
Les quatre arcades de l'écluse.

La Grande écluse surmonte la Dyle de quatre arcades,, toutes quatre encore visibles.
Les reproductions anciennes montrent deux grosses tours rondes situées aux extrémités, avec une arcade permettant le passage de l'eau sous chacune d'elles. La tour de droite est encore clairement visible alors que celle de gauche ne l'est plus, bien qu'une arcade apparaisse à son emplacement, noyée sous le lierre.
Entre ces deux tours prennent place deux arcades, une grande et une petite, séparées par une tourelle.
Les murailles en blocs de pierre de taille sont percées par endroits de meurtrières.
La partie haute des maçonneries a été altérée et est remplacée par de la brique.
|  |  |  |